# Kvarteret Pegasus

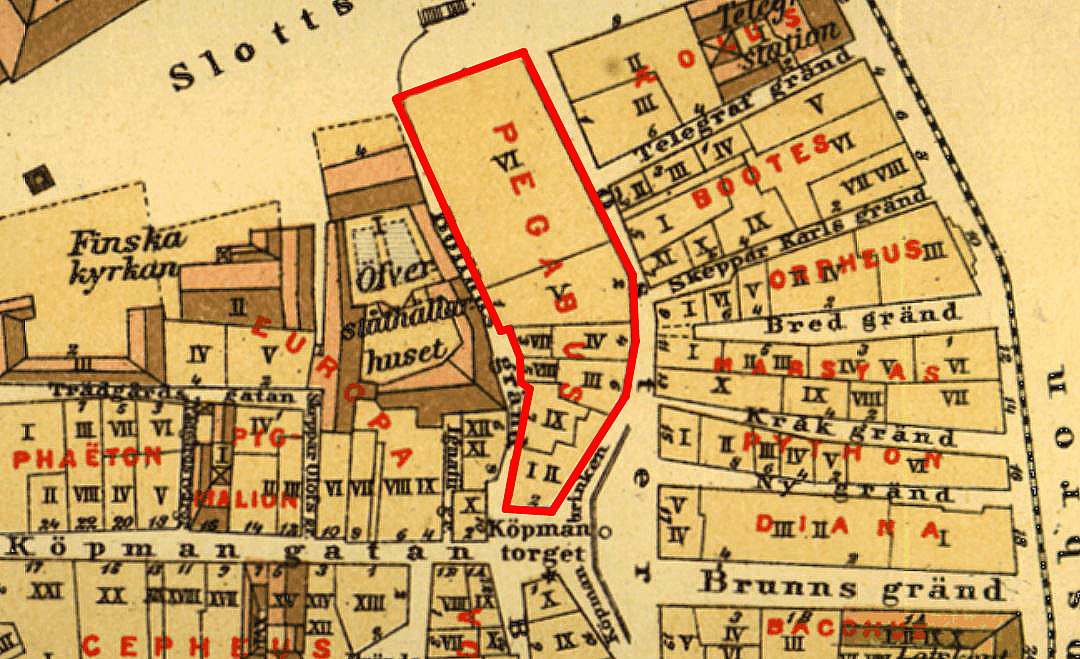
Kvarteret Pegasus 1885.

Kvarteret Pegasus är ett kvarter i Gamla stan i Stockholm. Kvarteret omges av Slottsbacken i norr, Österlånggatan i öster, Köpmantorget i söder och Bollhusgränd i väster. Kvarteret består idag av sex fastigheter: Pegasus 3, 4, 6, 8, 10 och 11. Största byggnaden i kvarteret är Kammarkollegiet, beläget i Pegasus 6.

## Namnet
Den övervägande delen av kvarteren i Gamla stan har döpts efter begrepp (främst gudar) ur den grekiska och romerska mytologin. Pegasos (latin: Pegasus) är i grekisk mytologi en bevingad häst, son av Poseidon och Medusa. Pegasus är även en stjärnbild på norra stjärnhimlen.

## Kvarteret

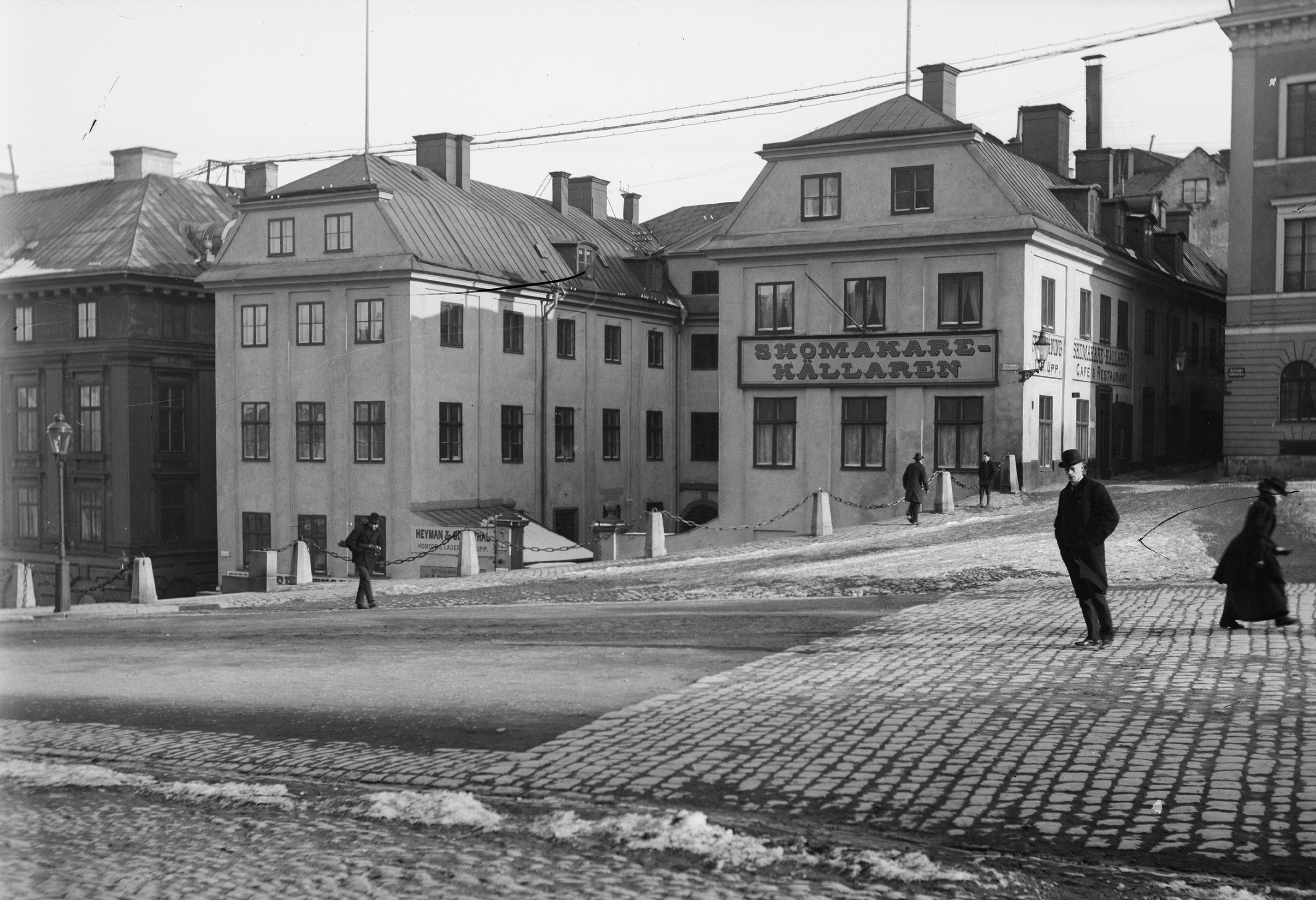
Skomakare-Källaren vid Slottsbacken.

Kvarterets västra sida sträcker sig sannolikt längs den äldsta stadsmuren från 1200-talet, som bör ha legat i branten vid Bollhusgränd. Vid Slottsbacken (Pegasus 6) har Kungliga Myntkabinettet sedan 1996 sina lokaler och sitt museum (för närvarande 2018 under flytt till ny adress). I byggnaden fanns tidigare Musikhistoriska museet och Statens Avtalsverk. Fram till 1903 låg i västra flygeln den gamla Skomakare-Källaren som inrättades av Skomakareämbetet i början av 1800-talet.
Fastigheten Pegasus 10 sträcker sig över hela kvarteret mellan Bollhusgränd 3 och Österlånggatan 6–8. Huset uppfördes på 1630-talet för riksrådet Peder Gustafsson Banér och dennes hustru Hebbla Fleming. Här insjuknade Banér i pesten sommaren 1644 och avled natten till 13 juli. Från Banérs tid finns vackra sandstensportaler och inredningar bevarade. På Österlånggatan 6 låg Källaren Remmaren innan den flyttade till kvarteret Trivia där den stängde 1895.
Under 1700-talet hade fastigheten många olika ägare och såldes vid några tillfällen på offentlig auktion
Skomakare Johan Henrik Möller (1809–1878), född i Fellingsbro köpte fastigheten nr 7 30/9 1843 av karduansmakareåldermannens Pehr Brandelii änka Johanna Elisabeth Cath.  och nr 5 den 2/4 1855 av Skomakarföreningen eller f. d. Skomakarämbetet i Stockholm. Dåtidens fastigheter 5 och 7 motsvarar dagens fastighet  10. 1859 låter han inreda rum på vinden i fastigheten nr 5 
När han avlider 1878 bor hans änka kvar i huset tills hon dör 1883. Sonen Oscar Gustaf, som är cigarrhandlare står då som ägare.
1897 låg hotell Hudiksvall här som erbjöd ”rum för resande” 
1885 låg hotell Toutin här, ½ trappa ner. Hotellet fanns kvar som ungkarlshotell in på 1950-talet 
1940 bodde 107 personer i huset varav av många understödstagare eller utan anställning. 
1945 bodde 114 personer i huset, de flesta med någon form av anställning (städare, arbetare, hemhjälp etc) 
Idag är fastigheten en äkta bostadsrätt med adress Bollhusgränd 3 A, B, C och Österlånggatan 6–8. Bostadsrättsföreningen Pegasus 10 bildades 1992-10-26. Den senaste större ombyggnaden gjordes 1982–1983. 25 lägenheter upplåts som bostadsrätter och 4 hyrs ut som lokaler. 
Sten förekommer i fasaderna som fyra portaler. 3A är en praktfull 1600-tals portal vars övre del är rikt utformad med fantasifull broskornamentik och maskaroner som slutsten och i baser till pelarpilastrar som bär upp volutformer på vilka vakande lejon ligger. Riksrådet Per Banérs och Hedda Flemings vapensköldar ligger som portalens krön. 3B har en enkel 1600-tals portal och 3C har en enkel, släthuggen och rätvinklig portal. Över porten till Österlånggatan 6 finns en relief av fågel Fenix och gatunumret.
Fastigheten Pegasus 8 (Bollhusgränd 5) förvärvades av Stockholms stad 1931 och ägs idag av AB Stadsholmen som även äger och förvaltar Pegasus 3 och 4 (Österlånggatan 12 respektive 10).

## Bilder

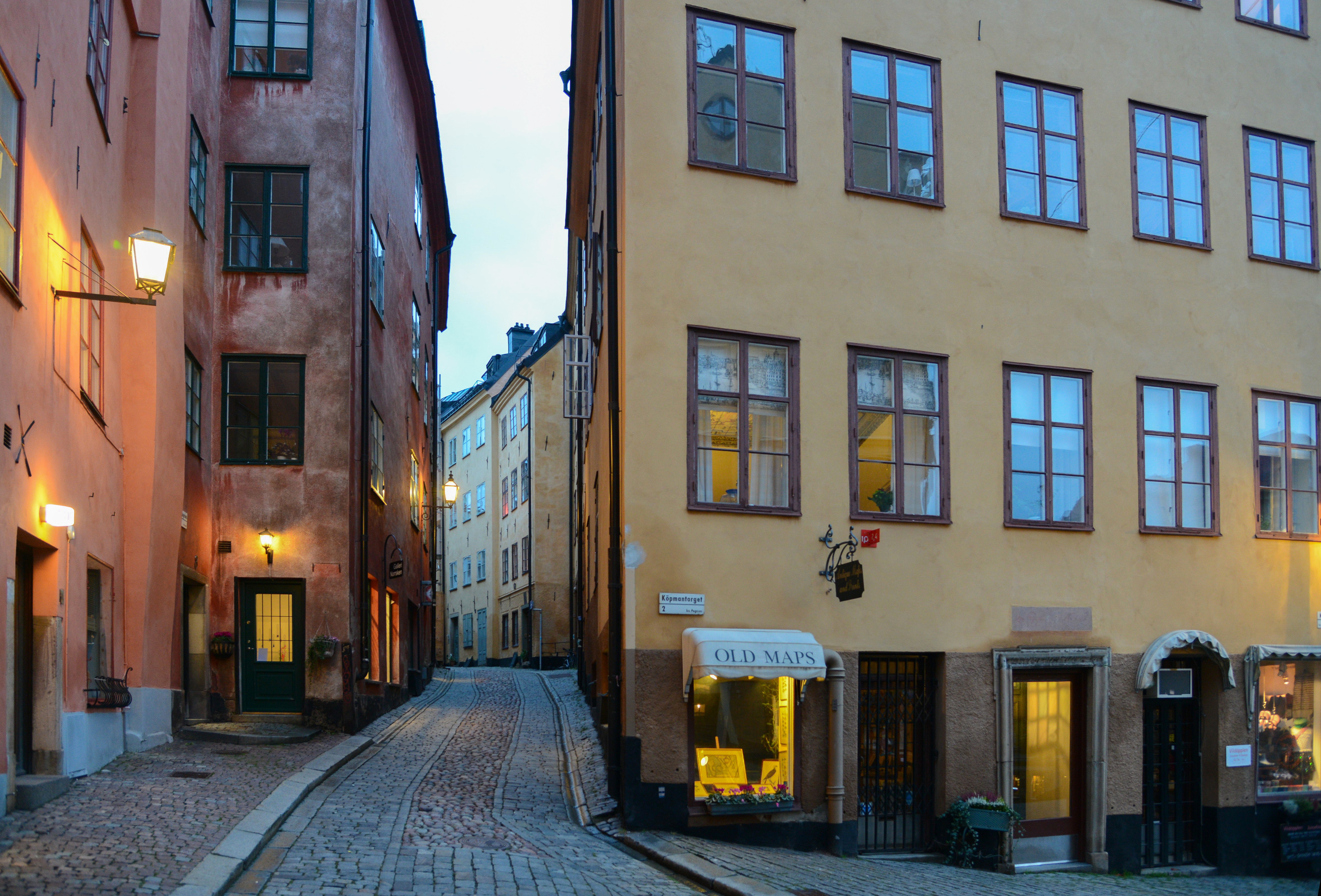
Pegasus 11 söderifrån (Bollhusgränd och Köpmantorget).
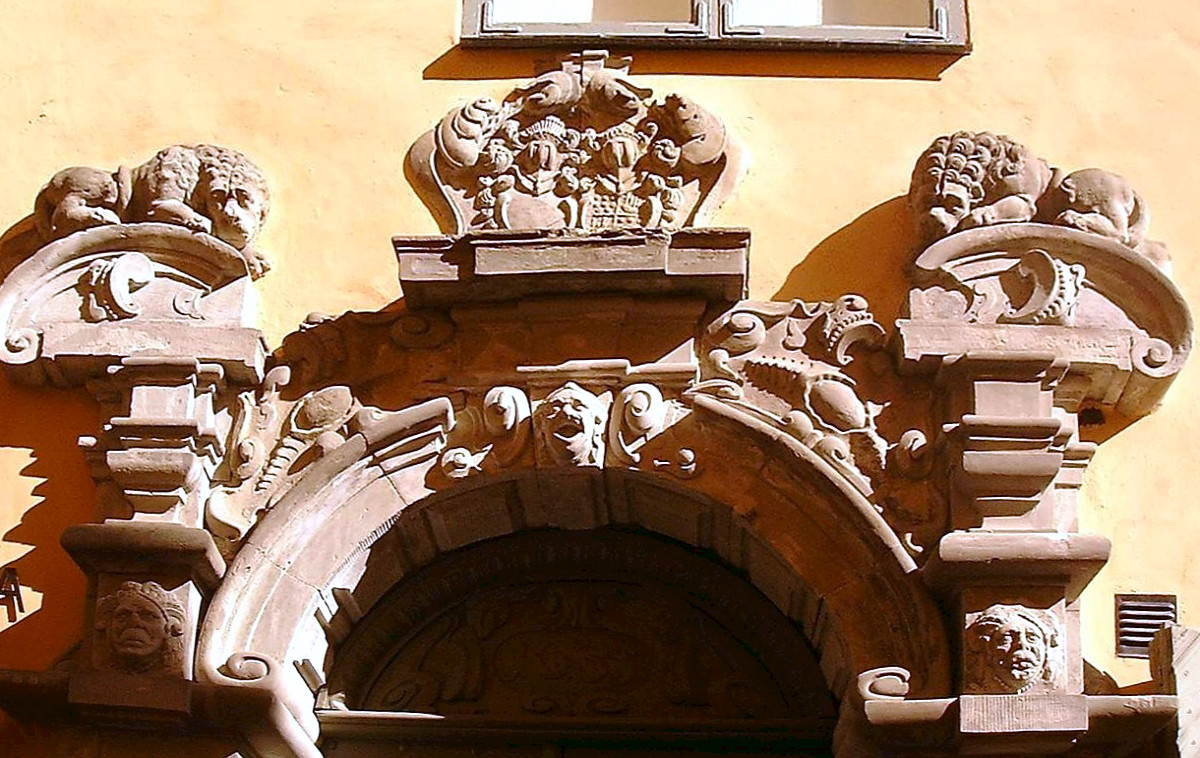
Pegasus 10 portal (Bollhusgränd 3).
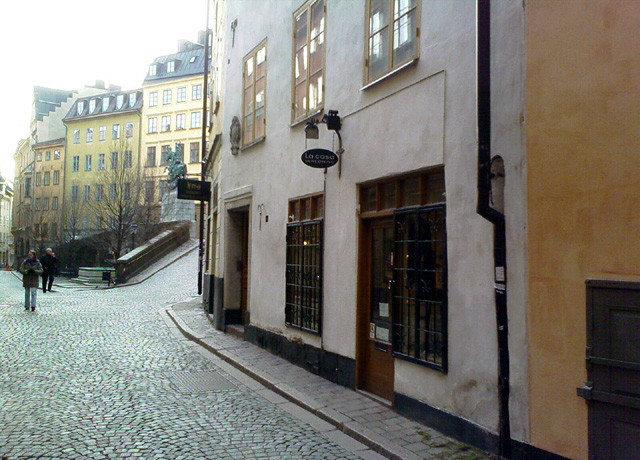
Pegasus 4 (Österlånggatan 10).
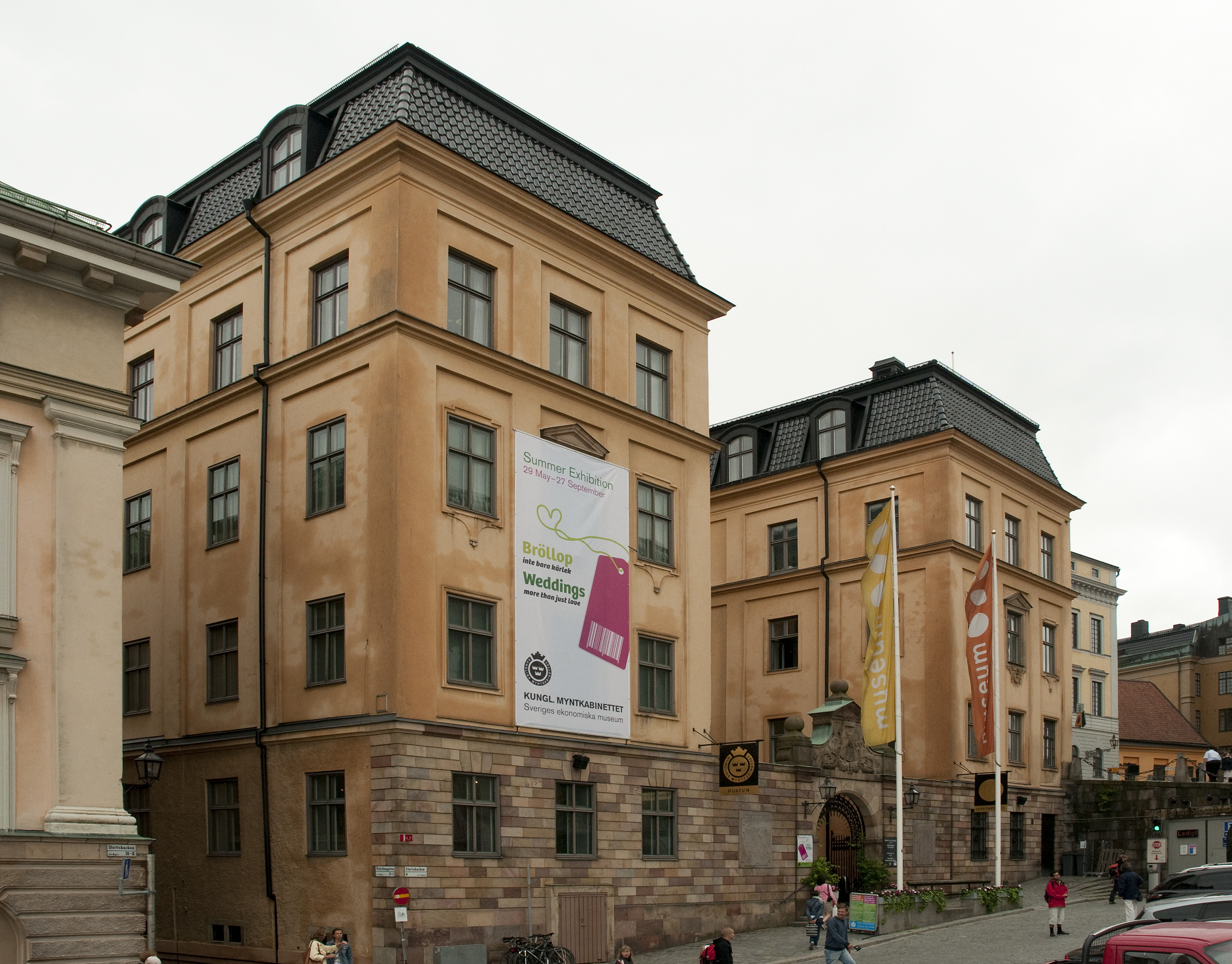
Pegasus 6 norrifrån (Myntkabinettets fasad).